# دانيال غليتشنغوز
دانيال ماركوفيتش غليتشنغوز (الروسية: Даниил Маркович Глейхенгауз ، من مواليد 3 يونيو 1991) راقص على الجليد روسي سابق ومتزلج في التزلج الفردي ، حصل على الميدالية البرونزية الوطنية الروسية للناشئين لعام 2007 وتنافس في بطولة العالم للناشئين لعام 2007 ، حيث احتل المركز التاسع عشر. دربه فيكتور كودريافتسيف.
بدأ المنافسة في الرقص على الجليد في موسم 2010-11 ، مع شريكته كسينيا كوروبكوفا. ظهروا لأول مرة دوليًا في الموسم التالي ، وفازوا بلقب الناشئين في كأس شمال الراين وستفاليا 2011 . تم تدريبهم من قبل ألكسندر زولين وأوليخ فولكوف.
بعد وفاة والده ، تقاعد من مسيرته التنافسية وبدأ في الأداء في عرض إيليا أفيربوخ في وقت لاحق بدأ التدريب وفي عام 2014 أصبح مصمم رقصات في فريق إيتيري توتبيريدزي في سامبو-70 في موسكو. توفيت والدته ، ليودميلا بوريسوفنا شالاشوفا ، راقصة باليه سابقة ومعلمة باليه ، عملت أيضًا مع فريق إيتيري توتبيريدزي ، في 29 أغسطس 2019.

## روابط خارجية
- دانيال غليتشنغوز في الاتحاد الدولي للتزلج
- كسينيا كوروبكوفا / دانيال غليتشنغوز في الاتحاد الدولي للتزلج